# Catacomba di Sant'Ippolito
La catacomba di Sant'Ippolito è una catacomba di Roma, posta lungo la via Tiburtina, la cui entrata oggi è in via dei Canneti, nel moderno quartiere Nomentano.

## Martiri
Il nome del cimitero deriva dal santo più conosciuto che vi è sepolto, Ippolito, personalità della chiesa romana degli inizi del III secolo, ricordato dalle fonti antiche come presbitero, vescovo, militare, scrittore antieretico, antipapa, martire. Egli fu esiliato nel 235 in Sardegna con papa Ponziano; entrambi morirono nel duro lavoro delle miniere. La Depositio martyrum ricorda, il 13 agosto, la loro deposizione nei cimiteri di Roma: Ippolito nella catacomba sulla via Tiburtina, e Ponziano nella catacomba di San Callisto sulla via Appia. La figura di Ippolito è ricordata nel carme che papa Damaso I fece incidere da Furio Dionisio Filocalo, di cui diversi frammenti sono stati scoperti nella pavimentazione della basilica di San Giovanni in Laterano. Importanti notizie sul martire e sul suo cimitero ci vengono forniti dallo scrittore e poeta cristiano Prudenzio, che visitò il cimitero agli inizi del V secolo e ne parla nell'XI carme del suo Peristephanon: egli descrive la cripta ipogea dove era sepolto il martire, l'affresco che lo ritraeva, gli ornamenti che arricchivano il suo sepolcro, e parla di una basilica a tre navate nel sopraterra, di cui oggi non restano più tracce sicure.
Il Martirologio geronimiano, del V secolo, parla di altri santi sepolti nella nostra catacomba, i martiri Concordia (22 febbraio) e Genesio (24 agosto). Infine la Notitia ecclesiarum urbis Romae (itinerario per pellegrini del VII secolo) include altri due martiri, Trifonia e Cirilla. Di questi martiri non sono ancora state trovate tracce monumentali nel cimitero sulla via Tiburtina.

## Storia
Il primo ad esplorare la catacomba di sant'Ippolito fu Antonio Bosio verso la fine del XVI secolo, ma pensò di essere penetrato nella vicina catacomba di San Lorenzo. Fu Marcantonio Boldetti, agli inizi del Settecento, a riconoscere nel cimitero sulla via Tiburtina la catacomba di sant'Ippolito, in base anche ad antichi documenti notarili del XII-XIII secolo, che chiamavano il monticello in cui era scavato il cimitero mons sancti Ypoliti. Le prime indagini scientifiche sono effettuate da Giovanni Battista de Rossi nell'Ottocento, coadiuvato da Fabio Gori: essi scoprirono nel sopraterra un mausoleo triabsidato (oggi andato distrutto), e nel sottoterra la basilica ipogea costruita da papa Vigilio (VI secolo) sulla tomba di Ippolito; inoltre, attraverso lo studio di un codice antico conservato a San Pietroburgo e messogli a disposizione dallo stesso zar russo, il De Rossi riuscì a ricostruire per intero il carme damasiano. Collaborò col De Rossi il barnabita Luigi Bruzza, il quale, durante una visita alla cripta cadde in un fosso. 
Il cimitero, studiato ancora agli inizi del Novecento, subì notevoli danni durante l'ultima guerra, poiché utilizzato come rifugio antiaereo. Nel dopoguerra la catacomba è stata studiata dall'americano Gabriel Bertonière e dal sacerdote Umberto Maria Fasola. Infine recenti indagini effettuate agli inizi degli anni novanta del secolo scorso hanno evidenziato, nella regione analizzata, una scarsità di reperti epigrafici, dovuta a sostanziosi spoliamenti databili all'inizio dell'Ottocento.

## Descrizione
La catacomba di sant'Ippolito si sviluppa su cinque livelli, di cui l'unico accessibile è quello mediano. La parte più antica è quella che si è sviluppata attorno alla basilica ipogea, fatta costruire da papa Vigilio attorno alla tomba del martire Ippolito. Già in precedenza esisteva una cripta, monumentalizzata da papa Damaso nella seconda metà del IV secolo. La costruzione della basilica e di un vasto iter per i pellegrini ha modificato irrimediabilmente la topografia del nucleo antico del cimitero.
La scoperta più discussa effettuata nella nostra catacomba è quella della statua di sant'Ippolito, ritrovata dall'artista Pirro Ligorio nel 1553, oggi conservata nell'atrio d'ingresso della Biblioteca apostolica vaticana. Essa ritrae un personaggio maschile, barbuto, seduto su un trono, abbigliato come un filosofo: sui fianchi dello sgabello sono scolpiti i titoli in greco delle opere scritte dal nostro martire Ippolito. Da qui l'identificazione del personaggio con quello del martire sepolto nel cimitero sulla via Tiburtina. In realtà l'epigrafista Margherita Guarducci ha dimostrato che questa statua non è nient'altro che una rielaborazione di uno o più tronconi di statue antiche del II secolo, riutilizzate nel III secolo (epoca in cui venne scolpito l'elenco delle opere di Ippolito): sarebbe opera dello stesso Ligorio l'aver completato i tronconi con le parti mancanti, ossia la parte superiore del busto, le braccia e le testa.